# Estação Zvenigorodskaia
Zvenigorodskaia (em russo:  Звенигородская) é uma das estações da linha Frunzensko-Primorskaia (Linha 5) do metro de São Petersburgo, na Rússia. Estação «Zvenigorodskaia» está localizada entre as estações «Sadovaia» (ao norte) e «Obvodnyi canal» (ao sul).